# Bandera de Fulleda
La bandera oficial del Fulleda té la descripció següent:
Bandera apaïsada de proporcions dos d'alt per tres de llarg, blanca, amb una creu de calvari vermella al cente amb els braços de gruix 1/6 de l'alçària del drap; l'altura del pal de 3/4 de la del mateix drap, i la del travesser -situat al començament del segon quart del drap- la mateixa que la del drap; el peu format per tres graons cadascun d'altura 1/12; el superior d'amplada 2/9, el del mig 3/9 i l'inferior 4/9.

## Història
Es va aprovar l'1 de juliol del 1996 i es va publicar en el DOGC núm. 2233 el 22 de juliol del mateix any. Està basada en l'escut heràldic de la localitat.